# Margaret Thompson (attrice)
Margaret Thompson (Trinidad, 26 ottobre 1889 – Los Angeles, 26 dicembre 1969) è stata un'attrice statunitense attiva nel periodo del muto.
Lavorò per la New York Motion Picture di Thomas H. Ince, spesso in ruoli di comprimaria.
Era sposata al produttore E.H. Allen (1885–1942) di cui rimase vedova nel 1942.

## Filmografia
- The Sergeant's Secret - cortometraggio 1913
- A Southern Cinderella, regia di Burton L. King - cortometraggio (1913)
- The Sea Dog, regia di Thomas H. Ince - cortometraggio (1913)
- The Banshee, regia di Raymond B. West - cortometraggio (1913)
- The Reaping, regia di Burton L. King - cortometraggio (1913)
- The Sign of the Snake, regia di Charles Giblyn - cortometraggio (1913)
- The Pitfall, regia di Reginald Barker - cortometraggio (1913)
- Conscience, regia di Walter Edwards - cortometraggio (1914)
- A Kentucky Romance, regia di Thomas H. Ince - cortometraggio (1914)
- Captain Junior, regia di Jay Hunt - cortometraggio (1914)
- The Social Ghost, regia di George Osborne - cortometraggio (1914)
- Shorty Turns Judge, regia di Francis Ford - cortometraggio (1914)
- The Thunderbolt, regia di Scott Sidney - cortometraggio (1914)
- The Gangsters and the Girl, regia di Scott Sidney - cortometraggio (1914)
- The Old Love's Best, regia di Scott Sidney - cortometraggio (1914)
- The Game Keeper's Daughter, regia di George Osborne - cortometraggio (1914)
- The Mills of the Gods, regia di Jay Hunt - cortometraggio (1914)
- Not of the Flock, regia di Scott Sidney - cortometraggio (1915)
- Mother Hulda, regia di Raymond B. West - cortometraggio (1915)
- The Grudge, regia di William S. Hart - cortometraggio (1915)
- Satan McAllister's Heir, regia di Walter Edwards - cortometraggio (1915)
- The Mill by the Zuyder Zee, regia di Jay Hunt - cortometraggio (1915)
- The Sons of Toil, regia di Richard Stanton - cortometraggio (1915)
- The Man from Nowhere, regia di William S. Hart - cortometraggio (1915)
- Oro che incatena (Rumpelstiltskin), regia di Raymond B. West (1915)
- Her Easter Hat, regia di Jay Hunt - cortometraggio (1915)
- The Strike at Centipede Mine, regia di Richard Stanton - cortometraggio (1915)
- The Shadowgraph Message, regia di Walter Edwards - cortometraggio (1915)
- The Reward, regia di Reginald Barker - mediometraggio (1915)
- The Mating, regia di Raymond B. West (1915)
- The Man Who Went Out, regia di Jay Hunt - cortometraggio (1915)
- Keno Bates, Liar, regia di William S. Hart (1915)
- Aloha Oe, regia di Richard Stanton, Charles Swickard e, non accreditato, Gilbert P. Hamilton (1915)
- The Conqueror, regia di Reginald Barker (1916)
- The Stepping Stone, regia di Reginald Barker e Thomas H. Ince (1916)
- The Dividend, regia di Walter Edwards, Thomas H. Ince (1916)
- Shell 43 (o Shell Forty-Three), regia di Reginald Barker (1916)
- The Thoroughbred, regia di Reginald Barker (1916)
- The Honorable Algy, regia di Raymond B. West (1916)
- The Sin Ye Do, regia di Walter Edwards (1916)
- The Weaker Sex, regia di Raymond B. West (1917)
- The Iced Bullet, regia di Reginald Barker (1917)
- Back of the Man, regia di Reginald Barker (1917)
- Passato sanguigno (Blood Will Tell'), regia di Charles Miller (1917)
- The Flame of the Yukon, regia di Charles Miller (1917)
- Time Locks and Diamonds, regia di Walter Edwards (1917)
- An Even Break, regia di Lambert Hillyer (1917)
- Wooden Shoes, regia di Raymond B. West (1917)
- The Cast-Off, regia di Raymond B. West (1918)